# Rhenus 127 (schip, 1922)

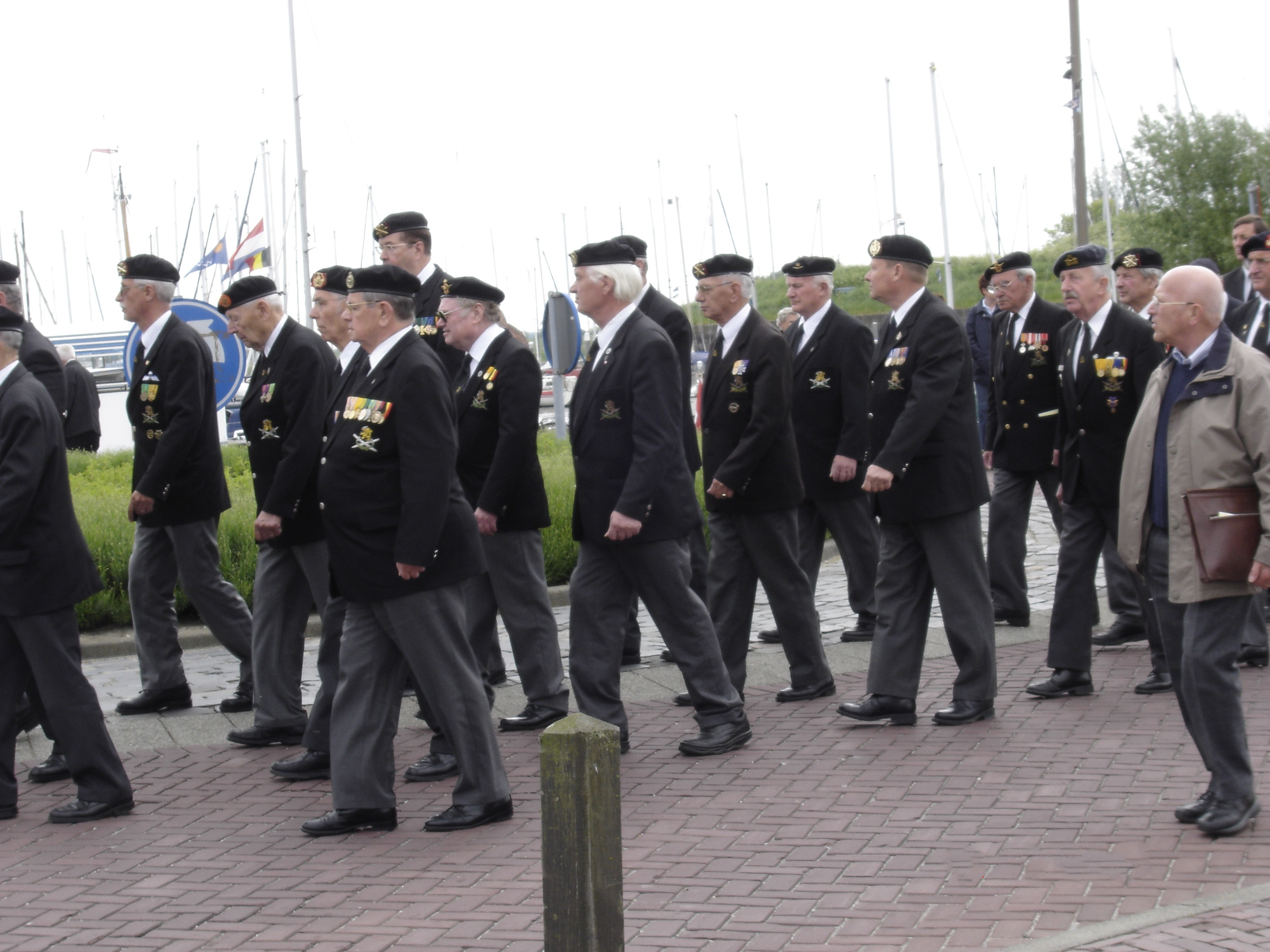
de herdenking van 2005

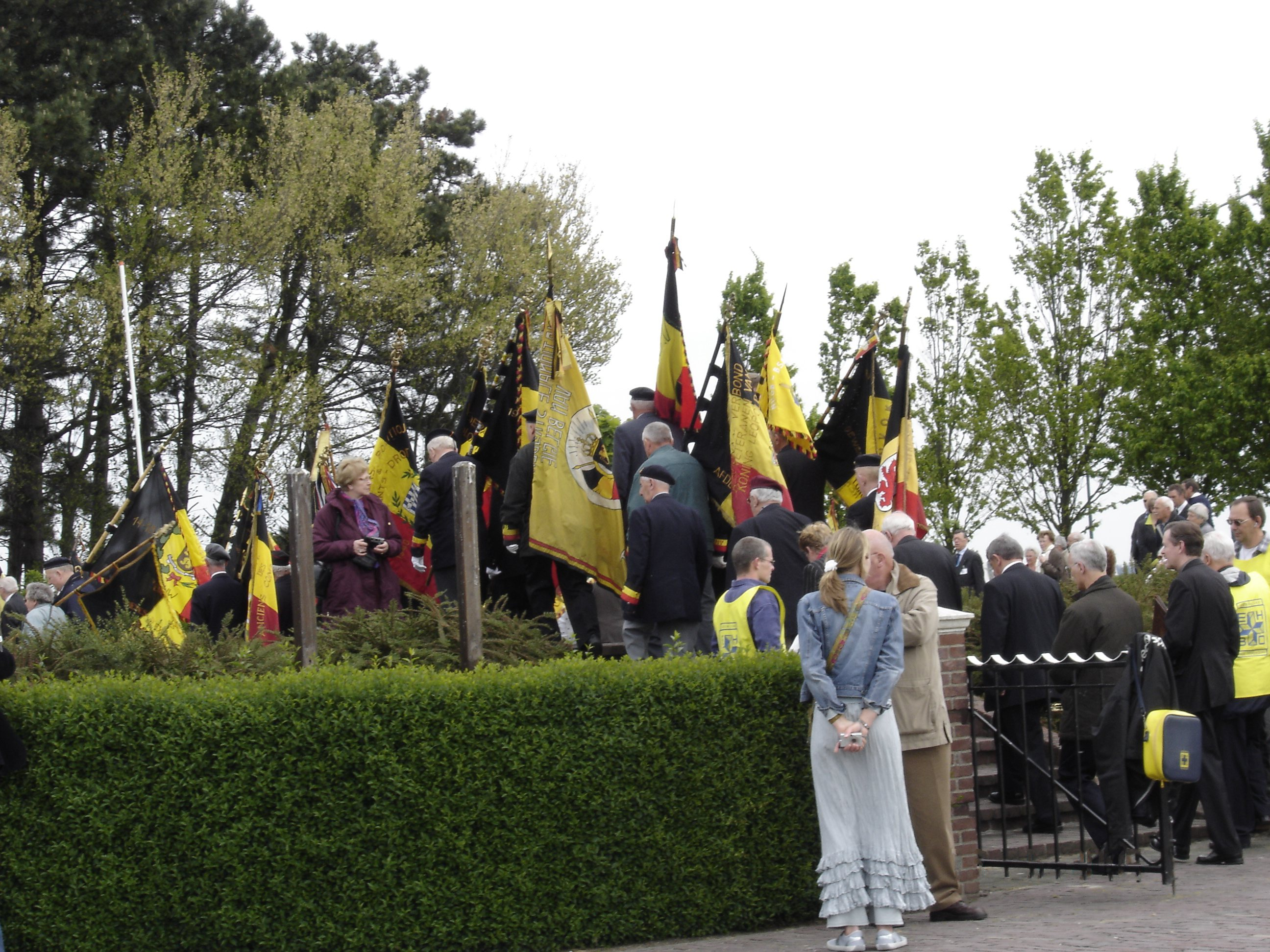
met gepast vlagvertoon

De Rhenus 127 was een binnenvaartschip dat op 30 mei 1940 op het Hollandsch Diep bij Willemstad is gezonken. Aan boord waren Belgische krijgsgevangenen, van wie er volgens de opgave van de Duitse bezetter 167 om het leven kwamen. Het vermoedelijke aantal slachtoffers ligt rond de 200.
De Rhenus 127 is in 1922 gebouwd als Rheinfahrt 47 voor Rheinschiffahrt AG, voormalig Fendel, in Mannheim, bij de werf van Boele in Bolnes. In 1939 werd het schip verkocht aan Rhenus AG in Mannheim en Rhenus 127 genoemd.
Na de capitulatie van België werd de Rhenus 127 ingezet om krijgsgevangen te vervoeren van Walsoorden in Zeeuws-Vlaanderen naar Duitsland. Op 30 mei rond 19.20 uur liep het schip ter hoogte van Willemstad, met ongeveer 1200 man aan boord, op een Duitse magnetische mijn. Dit gebeurde op ongeveer 300 meter uit de wal. De meeste opvarenden wisten zich te redden en een deel van de opvarenden wist van de gelegenheid gebruik te maken en te vluchten. De overige overlevenden werden de volgende dag weer op transport naar Duitsland gesteld. 134 van de omgekomen militairen werden begraven op een Erekerkhof bij de haven. Op last van de Duitse bezetter werd op 25 juli 1940 begonnen met het lichten van het schip.
Na reparatie kwam het schip in 1942 onder de naam Grebbeland in de vaart voor Scheepvaartbedrijf D.L.J. Akkermans in Rotterdam. In 1947 ging het over naar de Nederlandsche Stoomboot-Reederij & Reederij Akkermans NV in Rotterdam. In 1954 werd het verkocht aan Nestorak Handel & Transport Maatschappij NV in Rotterdam. In 1970 weer aan Franz Haniel GmbH in Duisburg-Ruhrort, die het schip Haniel Kurier 42 noemde. Het ging in 1971 in eigendom over naar T. Heuvelman in Werkendam en kreeg de naam Helena Janny. In 1980 werd het weer verkocht aan Vof. Diana in Nijmegen en voer het als Diana. In 1990 nam H. Stam in Tiel het over en schilderde er Henrean op. Het vertrok in 2008 naar Roemenië, naar S.C. Concentro Shipping S.R.L. Constantza, en daar heette het schip Valeria. Daarna kwam het schip in bezit van Geval Shipping Ltd. in Nicosia onder de naam Speedo en het vaart anno 2021 onder de naam Athos voor een eigenaar in Giurgiu.

## Jaarlijkse herdenking
Op 29 mei 1950 is een monument onthuld voor de omgekomen Belgische krijgsgevangenen. Jaarlijks wordt de ramp op 2de pinksterdag herdacht. Tegen het middaguur is er een kerkdienst in de grote kerk en daarna gaan de genodigden naar de erebegraafplaats bij het havenhoofd in Willemstad waar de kranslegging volgt en de volksliederen van België en Nederland worden gespeeld. Vervolgens gaan de genodigden per boot het Hollandsch Diep op om daar een krans te leggen.